# Václav Diviš
Podplukovník Václav Diviš (11. června 1892 Osek – 1962) byl legionář, důstojník československé armády a odbojář během druhé světové války.

## Život

### Mládí, první světová a ruská občanská válka
Václav Diviš se narodil 11. června 1892 v Oseku ve strakonickém okrese. Mezi lety 1910 a 1911 absolvoval lihovarnickou školu, odveden do armády byl 3. října 1912. Po vypuknutí první světové války byl poslán vykonávat technický dozor do konzervárny v Přemyšlu, kde se nacházel v čase kapitulace pevnosti 22. března 1915. V ruském zajetí střídal místa internace a 9. srpna 1917 vstoupil do 5. československého střeleckého pluku. Postupně absolvoval údernický kurz a důstojnickou školu, v lednu 1919 byl povýšen do hodnosti poručíka, posléze velel četě.

### Mezi světovými válkami
Po návratu do Československa byl v prosinci 1920 přiřazen k hraničářskému praporu 6 a sloužil na více místech v jihozápadních Čechách. Postupně se vzdělával a hodnostně stoupal. Již jako major byl v roce 1937 ustanoven zatímním velitelem praporu v Plzni. 30. dubna 1938 byl jmenován velitelem praporu Stráže obrany státu ve Stříbře, po záboru pohraničí Německem přesídlil zpět do Plzně, kde zůstal až do likvidace československé armády po německé okupaci.

### Druhá světová válka a po ní
Po zrušení armády působil nejprve na úřadu pro válečné poškozence v Praze, později na živnostenském inspektorátu v Plzni. Po přeřazení do výslužby v roce 1940 byl zaměstnán jako dělník v zemědělství u svého tchána v Modlešovicích. Do té doby se angažoval v Obraně národa, kde prováděl spojovací činnost, účastnil se porad a ukrýval zbraně a střelivo. V roce 1942 se účastnil sbírek pro rodiny popravených důstojníků. V květnu 1945 se účastnil odzbrojování německých jednotek na Strakonicku, o měsíc později již sloužil jako velitel praporu ve Strakonicích a později v Tachově. V roce 1947 sice dosáhl hodnosti podplukovníka, ale již v březnu 1948 byl přeřazen do výslužby. Zemřel v roce 1962.

## Rodina
Václav Diviš se 30. prosince 1922 oženil s Emilií Němejcovou. V roce 1924 se mu narodila dcera Jarmila a v roce 1929 dcera Emilie. Jeho bratr byl zatčen za odbojovou činnost v roce 1944 a zemřel v Terezíně. Po přeřazení do výslužby žil v Modlešovicích č. p. 44, které patřilo ke gruntu manželčiny rodiny. Pro grunt se vžil název „U Majorů“.